# 奧爾塔馬霍 (北卡羅萊納州)
奧爾塔馬霍（英語：Altamahaw）是位於美國北卡羅萊納州阿拉曼斯縣的普查規定居民點。

## 人口
根據2020年美國人口普查的數據，奧爾塔馬霍的面積為3.59平方千米，當中陸地面積為3.52平方千米，而水域面積為0.07平方千米。當地共有人口334人，而人口密度為每平方千米93.04人。